# Lijst van verzetsgroepen in Nederland tijdens de Tweede Wereldoorlog
Dit is een lijst van burgerverzetsgroepen in Nederland tijdens de Tweede Wereldoorlog. 
| Naam verzetsgroep                                 | Alternatieve naam                               | Plaats/regio                      | Periode actief | Bijzonderheden |
| ------------------------------------------------- | ----------------------------------------------- | --------------------------------- | -------------- | --- |
| Binnenlandse Strijdkrachten                       |                                                 | landelijk                         | 1944-1945      | Samenwerkingsverband van verzetsgroepen                                                                                         |
| CS-6                                              |                                                 | Amsterdam                         | 1940-1944      | |
| De Leeuwengarde                                   | Groep Leeuwen-Garde                             | Rotterdam                         | 1941-1942      | Zie Philippus Wilhelmus Masselman                                                                                               |
| De Ondergedoken Camera                            |                                                 | Amsterdam                         |                | |
| De Vonk-Groep                                     |                                                 | Den Haag / landelijk              | 1940-1945      | |
| Geuzen                                            |                                                 | Rotterdam en omgeving / landelijk | 1940-1941      | |
| Groep 2000                                        |                                                 | Amsterdam                         | 1940-1945      | Zie Jacoba van Tongeren |
| Groep Albrecht                                    |                                                 | landelijk                         | 1943-1945      | |
| Groep 'Al sal reg kom'                            |                                                 | Ermelo                            |                | |
| Groep Alsem                                       | Haagse Korps Karel Doorman                      | Den Haag                          |                | Zie Henk Alsem |
| Groep André                                       |                                                 | Noord-Brabant                     | 1940-1945      | |
| Groep Cappetti                                    |                                                 | Ulft en omstreken                 | -1944          | Zie Henri Karel Johan Maria Cappetti                                                                                            |
| Groep Chardon                                     |                                                 | Den Haag                          |                | Zie Kees Chardon |
| Groep De Bark                                     |                                                 | Varsseveld en omstreken           |                | |
| Groep De Groene                                   |                                                 | Zwolle                            |                | Zie Hendrikus Dirk Jan Beernink                                                                                                 |
| Groep-De Groot                                    |                                                 | Groningen / landelijk             | 1940-1945      | Zie Gerrit Boekhoven, Dinie Aikema en Anda Kerkhoven                                                                            |
| Groep Dobbe                                       |                                                 | Het Gooi / Randstad               | 1940-1942      | Voortgezet in Groep Reeskamp |
| Groep E                                           | Groep Ernst ?                                   |                                   | 1942-1943      | Voortgezet in Groep Kees |
| Groep Erkens                                      |                                                 | Rotterdam-grensgebied Eijsden     | 1940-1942      | Onder andere ontsnappingslijn. Zie Nic Erkens                                                                                   |
| Groep Eversberg                                   |                                                 | Nijverdal                         | Vanaf 1942     | Zie Willem Poorterman |
| Groep Garrelsweer                                 |                                                 | Groningen                         |                | |
| Groep Gerretsen                                   | Groep Gerressen                                 | Amsterdam-Oost                    |                | |
| Groep Het Oranjevendel                            |                                                 | Almelo                            | 1941-1942      | Zie Hendrik Albert Gerritsen en Gerrit Jan Prinsen                                                                              |
| Groep Hoogeboom-Bruins Slot                       |                                                 | Amsterdam                         |                | |
| Groep Kees                                        |                                                 | landelijk / internationaal        | 1943-1945      | Kwam voort uit Groep E |
| Groep Koningin Wilhelmina-Garde                   |                                                 | Gelderland                        |                | |
| Groep Kruijff                                     |                                                 | Arnhem                            | 1940-1944      | |
| Groep Lever                                       |                                                 | Sneek                             | -1943          | |
| Groep Linthorst-Brunnekreef                       |                                                 | Oisterwijk                        |                | |
| Groep Luctor et Emergo                            |                                                 | Zeeland                           | 1942-1945      | In 1943 naam veranderd in Fiat Libertas                                                                                         |
| Groep Noorderlicht                                |                                                 | Groningen                         |                | |
| Groep Old Putten                                  |                                                 | Elburg                            | 1944           | |
| Groep Oranje Brigade                              |                                                 | Maasniel                          |                | |
| Groep Packard                                     |                                                 | West-Nederland                    | 1942-1945      | |
| Groep PP                                          | Groep Porgel en Porulan                         | Amsterdam                         |                | Zie Jan Hemelrijk en Bob van Amerongen                                                                                          |
| Groep Reeskamp                                    |                                                 | Het Gooi                          | 1940-1945      | Zie Gerard Reeskamp |
| Groep Rolls Royce                                 |                                                 | Amsterdam                         |                | Vooral koeriersdiensten |
| Groep Schimmelpenninck                            | Groep Alexander                                 | Den Haag                          | 1940-1941      | Opgegaan in de Ordedienst. Zie Joan Schimmelpenninck                                                                            |
| Groep Te Riet                                     |                                                 | Twente                            |                | |
| Groep Tromp                                       |                                                 | Eindhoven                         | 1940-          | Zie ook Nationaal Steun Fonds                                                                                                   |
| Groep van Beest                                   |                                                 | Walcheren                         | 1940-1943      | |
| Groep Wagemaker                                   |                                                 | Rotterdam                         |                | Zie Simon Cornelis Wagemaker |
| Groep Westland-Van de Weerd                       |                                                 | Wageningen                        |                | |
| Groep Westerkerk                                  |                                                 | Amersfoort                        |                | |
| Groep Willem                                      |                                                 | Vlaardingen                       |                | Zie ook Binnenlandse Strijdkrachten                                                                                             |
| Groep Zwaantje                                    |                                                 | Groningen                         |                | |
| K-Groep                                           |                                                 | Groningen                         | 1944           | Zie Hessel van der Zee en Wim Lindens                                                                                           |
| Utrechts Kindercomité                             | Kindercomité                                    | Utrecht                           | 1942-1945      | Onderduikorganisatie |
| KP-Aalten                                         |                                                 | Aalten                            | 1943-1945      | Zie ook Landelijke Knokploegen                                                                                                  |
| KP-Amsterdam                                      |                                                 | Amsterdam                         |                | Zie ook Landelijke Knokploegen                                                                                                  |
| KP-Harfsen-Gorssel                                | KP-Laren, Groep Laren-Noord                     | Harfsen, Gorssel, Laren           |                | Zie Ynze Dikkerboom en Landelijke Knokploegen                                                                                   |
| KP-Meppel                                         | Groep Van Spijker, Groep Gunnink, Groep De Boer | Meppel                            | 1940-1945      | Zie ook Landelijke Knokploegen                                                                                                  |
| KP-Soest                                          |                                                 | Soest                             | 1943-1944      | Zie ook Landelijke Knokploegen                                                                                                  |
| KP-Waterland                                      |                                                 | Waterland                         |                | Zie ook Landelijke Knokploegen                                                                                                  |
| KP Zuid-Limburg                                   |                                                 | Zuid-Limburg                      | 1943-1944      | Aaneensluiting van lokale groepen. In september 1944 opgegaan in de Binnenlandse Strijdkrachten. Zie ook Landelijke Knokploegen |
| Landelijke Knokploegen                            |                                                 | landelijk                         | 1940-1945      | |
| Landelijke Organisatie voor Hulp aan Onderduikers | LO                                              | landelijk                         | 1942-1945      | |
| Limburgse Onderduikorganisatie                    | L.O.-Limburg                                    | Limburg                           | 1943-1945      | Zie ook Landelijke Organisatie voor Hulp aan Onderduikers                                                                       |
| Mekel-groep                                       |                                                 | Delft                             | 1940-1941      | |
| Marx-Lenin-Luxemburg-front                        | MLL-front                                       |                                   | 1940-1942      | |
| Nationaal Comité van Verzet                       | Nationaal Comité (NC)                           | Den Haag / landelijk              | 1943-1945      | |
| Nationaal Steun Fonds                             | NSF, Landrottenpot                              | landelijk                         | 1940-1945      | Zie ook Zeemanspot |
| Nederlandse Studenten Federatie                   |                                                 | landelijk                         | 1940-1941      | Voortgezet in Raad van Negen |
| Nederlandsche Volksmilitie                        |                                                 | Rotterdam / Randstad              | -1942          | |
| Nederland voor Oranje                             | Groep 'Leve de Koningin'                        | Den Haag                          |                | Zie Johannes Frans le Griep |
| Nomedos                                           | Niet Ondergaan Met En Door Onze Schuld          | Rotterdam / Zuid-Holland          | 1941-1945      | |
| NV                                                | Naamloos Verzet                                 | Amsterdam / landelijk             |                | |
| Oranje Vrijbuiters                                | De Vrijbuiters                                  | Provincie Utrecht                 | 1941-1945      | |
| Oranjewacht                                       |                                                 | Arnhem / landelijk                | 1940-          | Zie Petrus Fredericus Antonius Hoefsloot                                                                                        |
| Ordedienst                                        | OD                                              | landelijk                         | 1940-1945      | |
| Organisatie G                                     |                                                 | Den Haag                          |                | |
| Partizanen Actie Nederland                        | Partisanen Actie Nederland, P.A.N.              | Eindhoven                         | 1943-1944      | |
| Persoonsbewijzencentrale                          |                                                 | Amsterdam                         | 1940-1943      | Zie Gerrit van der Veen |
| Raad van Negen                                    |                                                 | landelijk                         | 1942-194?      | |
| Raad van Verzet                                   | RVV                                             | landelijk                         | 1943-1945      | Samenwerkingsverband van verzetsgroepen                                                                                         |
| Radiodienst van de Raad van Verzet                |                                                 | landelijk                         | 1944-1945      | Gelieerd aan Raad van Verzet |
| Schoemaker Groep                                  |                                                 | Delft                             | 1940-1941      | |
| Stijkelgroep                                      |                                                 | Den Haag / West-Nederland         | 1940-1941      | |
| TD-groep                                          |                                                 | Leusden / landelijk               | 1942-          | groepsnaam aangenomen in 1944 nav het invoeren van de Tweede Distributiestamkaart, zie Distributiebon                           |
| Verzetsgroep Van Dien                             | Groep Oosteinde                                 | Amsterdam/Kamp Westerbork         | 1942-1944      | Opgegaan in Vrije Groepen Amsterdam                                                                                             |
| Voor God en de Koning                             |                                                 | Den Haag                          |                | Zie Frans Mol |
| Vrije Garde                                       |                                                 | Rotterdam                         |                | |
| Vrije Groepen Amsterdam                           |                                                 | Amsterdam                         | 1943-          | Samenwerkingsverband van verzetsgroepen                                                                                         |
| Vrije Groepen Den Haag                            |                                                 | Den Haag                          | 1943-          | Samenwerkingsverband van verzetsgroepen                                                                                         |
| Vrije groep Narda                                 |                                                 | Apeldoorn                         | 1943-1944      | Zie ook Meinarda van Terwisga                                                                                                   |
| Vrijkorps Zuid                                    | VK                                              | Zuid-Nederland                    |                | Zie ook Raad van Verzet |
| Westerweelgroep                                   |                                                 | Rotterdam/landelijk               | 1942-1945      | |
| Zeemanspot                                        | Groep Tromp                                     | landelijk                         | 1940-1945      | Zie ook Nationaal Steun Fonds                                                                                                   |
| Zefat groep                                       |                                                 | Zuidoost-Drenthe                  | 1942-1945      | Zie ook Albertus Zefat en Jan Hendriks                                                                                          |
| Zendgroep Barbara                                 |                                                 | landelijk                         | 1943-1944      | |
| Zendgroep BI-Radiodienst                          |                                                 | landelijk                         | 1943-          | |

## Aantekeningen
Deze lijst is niet compleet, sommige verzetsgroepen zijn nog niet geïdentificeerd en beschreven. In de laatste kolom staat een aantal keren 'Zie' gevolgd door een naam. Het betreft hier voornamelijk oprichters of leiders van de betreffende verzetsgroep. 